# Ignacy Zborowski
Ignacy Zborowski (10. září 1826 Černovice – 23. června 1911 Krakov) byl rakouský právník, soudce a politik polské národnosti z Haliče, v 2. polovině 19. století poslanec Říšské rady.

## Biografie
Střední školu patrně vystudoval v rodných Černovicích, pak získal titul doktora práv na Lvovské univerzitě, kterou absolvoval roku 1847. Kvůli podezření z nepovolených politických aktivit mu nebylo umožněno nastoupit do státní služby. Nastoupil tedy jako úředník na lvovský magistrát. V roce 1850 složil soudcovské zkoušky a působil jako auskultant na šlechtickém soudu ve Lvově. Po třech letech se stal rozhodnutím ministerstva spravedlnosti soudním adjunktem. Byl ale přeložen do Uherska, kde zastával post soudního instruktora v Chustu. Jeho žádosti o přeložení do Haliče byly tehdy opakovaně zamítány. Po povýšení byl jmenován adjunktem na okresním úřadu v podkarpatském Volovém. Pak za zásluhy získal funkci předsedou okresního úřadu v Rożnówě. Po vydání říjnového diplomu v roce 1860, kdy byl zahájen proces obnovy ústavního systému vlády, mu byl roku 1864 umožněn návrat na Halič. Nejprve působil k okresnímu soudu v Tlumači, po dvou letech byl jmenován okresním soudcem v Brodech. Od roku 1869 zastával funkci rady zemského soudu ve Lvově a od roku 1873 byl radou vrchního zemského soudu ve Lvově. Byl politicky aktivní, od roku 1871 dvakrát zastával funkci člena městské rady. V lednu 1875 ho císař jmenoval prezidentem krajského soudu v Zoločivu a v této funkci setrval po osm let.
Byl též poslancem Říšské rady (celostátního parlamentu), kam usedl v doplňovacích volbách roku 1878 za kurii městskou v Haliči, obvod Brody, Zoločiv. Slib složil 22. října 1878. Mandát zde obhájil ve volbách roku 1879, tentokrát za kurii venkovských obcí, obvod Zoločiv, Peremyšjany atd. V roce 1878 se uvádí jako Ignaz Zborowski, rada vrchního zemského soudu, bytem Lvov. Byl členem poslanecké frakce Polský klub.
V lednu 1881 mu byl udělen Řád železné koruny. V roce 1883 odstoupil z funkce prezidenta soudu v Zoločivu odešel do Vídně, kde byl radou vrchního soudu. Už v květnu 1885 ho ale císař ustanovil prezidentem zemského soudu v Krakově. O rok později pak byl jmenován prezidentem krakovského apelačního soudu. Jím zůstal až do listopadu 1897, kdy odešel do penze. V prosinci 1897 byl pak jmenován za doživotního člena Panské sněmovny (nevolená horní komora Říšské rady). Roku 1895 mu byl udělen Řád Františka Josefa.
Zemřel v červnu 1911 po několikaměsíční chorobě. Pohřben byl na Rakowickém hřbitově v Krakově.